# Byrds (음반)
《Byrds》는 미국의 록 밴드인 버즈의 열두 번째이자 마지막 스튜디오 음반으로 1973년 3월 7일, 어사일럼 레코드를 통해 발매되었다. 이 음반은 로저 맥귄, 진 클라크, 데이비드 크로스비, 크리스 힐먼, 마이클 클라크 등 다섯 명의 원년 밴드 멤버들 간의 재결합의 중심축으로 녹음되었다. 다섯 멤버 모두가 마지막으로 버즈로 함께 작업한 것은 클라크가 밴드를 떠나기 전인 1966년이었다. 재결합 기간 동안, 현재 밴드의 후반부 라인업은 1973년 2월까지 라이브 출연을 계속했고, 맥귄은 두 버전의 그룹에서 공통적인 유일한 멤버였다.
발매와 동시에, 《Byrds》는 전반적으로 좋지 않은 평가를 받았고, 많은 비평가들은 음반의 단점 중에서 음의 통일성의 부족과 버즈의 특유의 장황한 기타 사운드의 부재를 안타까워했다.  그럼에도 불구하고, 이 음반은 빌보드 200 차트에서 20위에 올랐고, 31위에 오른 영국에서도 적당히 성공적이었다. 미국에서, 《Byrds》는 1965년의 《Turn! Turn! Turn!》 이후 밴드의 새로운 소재의 가장 높은 차트에 오른 음반이었고, 이 음반은 클라크가 정회원으로 참여한 마지막 음반이기도 했다. 이 음반의 세 곡, 〈Full Circle〉, 〈Things Will Be Better〉, 〈Cowgirl in the Sand〉는 1973년에 싱글로 발매되었지만, 이 발매들 중 어느 것도 히트가 되지 않았다.

## 배경
1972년경, 버즈의 기타리스트이자 리더인 로저 맥귄은 그 그룹의 현재 버전에 불만이 커졌다. 1964년 밴드가 설립된 이래로 일관성을 유지한 유일한 멤버로서, 맥귄은 1960년대 후반 동안 일련의 라인업 변화를 통해 버즈를 운영했다. 그 밴드의 구성원들은 마침내 1970년에 안정되었지만, 1972년 초까지 밴드 멤버들의 보수에 대한 의견 차이로 인해 불화가 일어나고 있었다. 이 결과로, 진 파슨스 (1968년부터 밴드의 드러머)는 1972년 7월 맥귄에 의해 해고되었고 세션 음악가 존 게린으로 대체되었다. 버즈는 1972년 내내 산발적으로 투어를 하고 녹음을 계속했지만, 새로운 싱글이나 음반은 나오지 않았다.
동시에, 맥귄과 함께 1960년대 중반 밴드의 원래 라인업을 구성했던 네 명의 전 멤버들은 데이비드 크로스비가 《Graham Nash David Crosby》 음반에 대한 녹음 및 투어 의무를 완수하지 못한 상태였다. 크리스 힐먼과 스티븐 스틸스의 도움을 받은 밴드 마나사스의 작업은 밴드가 중단되는 동안 중단되었다. 진 클라크의 비평가들의 극찬을 받았지만 재정적으로 보상받지 못한 솔로 경력은 1971년 플라잉 부리토 브라더스가 해체된 이후 밴드가 없었다. 게다가 크로스비를 제외한 다섯 명의 원래 밴드 멤버 중 어느 누구도 1960년대 중반 버즈의 전성기만큼 재정적으로 보람이 없었다.
재결합 가능성에 대한 밴드의 다섯 명의 원래 멤버들 사이의 잠정적인 논의는 그들의 현재 구성원들이 그들의 마지막 음반인 《Farther Along》을 녹음하고 있던 1971년 7월, 즈음에 이루어졌다. 이러한 논의의 뉴스는 영국 음악 언론에 유출되었고, 《Farther Along》의 영국 발매 일주일 후인 1972년 1월 말, 《디스크 앤 뮤직 에코》의 1면에는 "Original Byrds To Reform?"이라는 헤드라인이 실렸다. 참석 기사는 재결합 음반이 일회성 프로젝트가 될 것이며, 현재 구성원인 버즈는 해체의 여지 없이 계속 투어하고 녹음할 것이라고 제안했다.

## 곡 목록
| #  | 제목                      | 작사·작곡            | 재생 시간 |
| -- | ------------------------- | -------------------- | --------- |
| 1. | 〈Full Circle〉           | 진 클라크            | 2:43      |
| 2. | 〈Sweet Mary〉            | 로저 맥귄, 자크 레비 | 2:55      |
| 3. | 〈Changing Heart〉        | 클라크               | 2:42      |
| 4. | 〈For Free〉              | 조니 미첼            | 3:50      |
| 5. | 〈Born to Rock 'n' Roll〉 | 맥귄                 | 3:12      |

| #  | 제목                            | 작사·작곡                  | 재생 시간 |
| -- | ------------------------------- | -------------------------- | --------- |
| 1. | 〈Things Will Be Better〉       | 크리스 힐먼, 댈러스 테일러 | 2:13      |
| 2. | 〈Cowgirl in the Sand〉         | 닐 영                      | 3:24      |
| 3. | 〈Long Live the King〉          | 데이비드 크로스비          | 2:17      |
| 4. | 〈Borrowing Time〉              | 힐먼, 조 랄라              | 2:00      |
| 5. | 〈Laughing〉                    | 크로스비                   | 5:38      |
| 6. | 〈(See the Sky) About to Rain〉 | 영                         | 3:49      |